# Impressionism (musik)
Impressionism är en riktning inom musiken, där klangfärg och ett improvisatoriskt drag betonas. 
Impressionismen inom musiken uppstod som en rörelse inom europeisk klassisk musik i slutet av 1800-talet och fortsatte fram emot mitten av 1900-talet. Musikalisk impressionism undviker de känslomässiga överdrifterna från den romantiska eran. Impressionistiska kompositörer gynnade kortformer såsom nocturne, arabesk och preludium. Debussy och Ravel är de främsta företrädarna.